# Derrick Favors
Derrick Bernard Favors (* 15. Juli 1991 in Atlanta, Georgia) ist ein US-amerikanischer Basketballspieler, der seit Februar 2011 in der National Basketball Association (NBA) spielt.

## High School und College

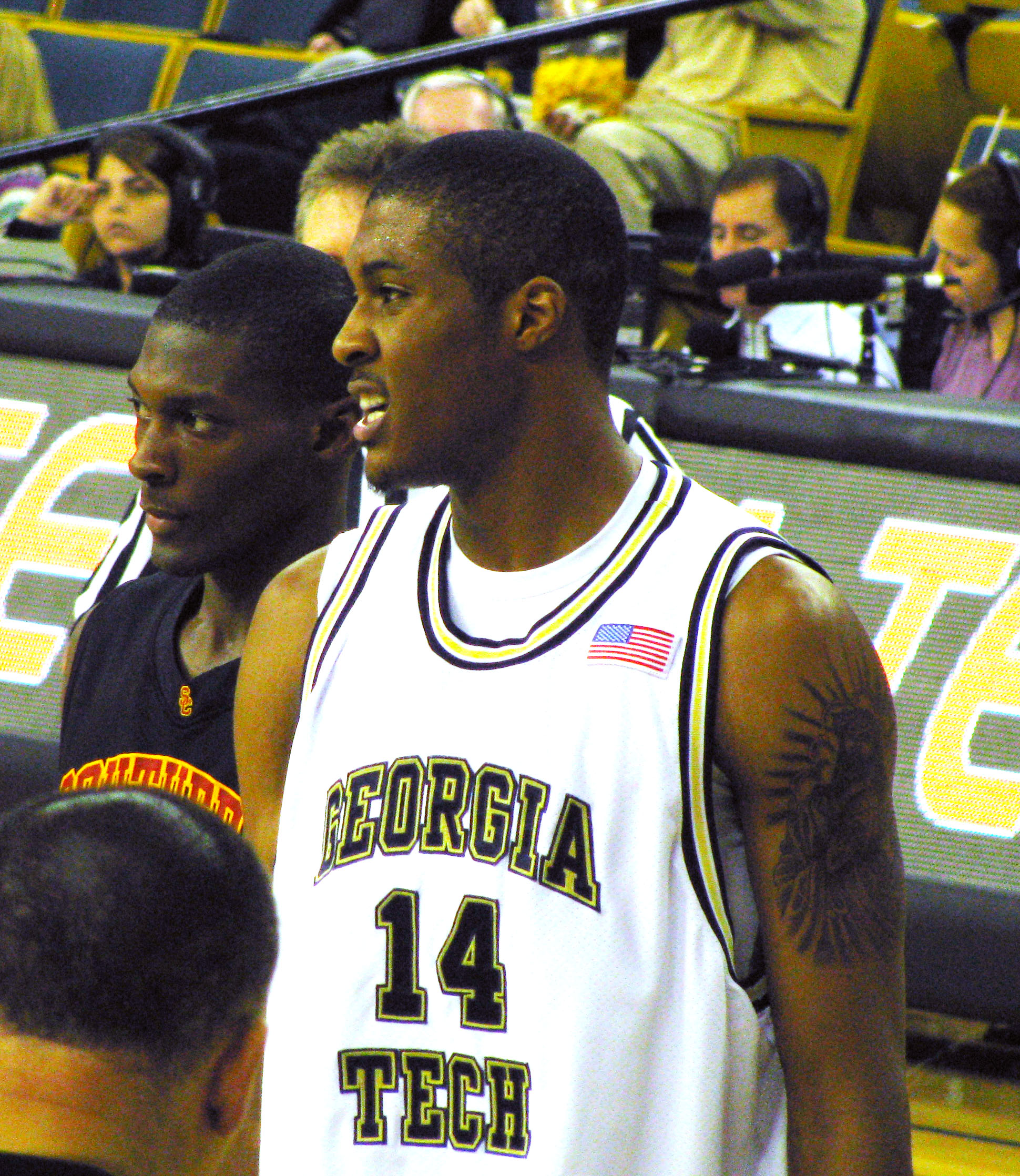
Favors als Collegespieler (2010)

Derrick Favors wurde in vielen Talentlisten als das größte Highschool-Talent des Jahres 2009 geführt. Er gewann als Spieler mit der South Atlanta High School 2009 die regionale Staatsmeisterschaft sowie viele Nachwuchsauszeichnungen, darunter MVP-Auszeichnungen beim Jordan Brand Classic 2009 im Madison Square Garden sowie beim McDonald’s All-American Game 2009. Entsprechend gab es viele Hochschulen, die ihn in umwarben. Favors entschied sich für das nahegelegene Georgia Institute of Technology. Nach einer guten Freshman-Saison, für die er zum ACC Freshman Of The Year ausgezeichnet wurde, meldete sich Favors für die NBA-Draft 2010 an.

## NBA

### Rookiejahr (2010/11)
Bereits im Vorfeld der NBA-Draft galt Favors als großes Talent, der aufgrund seiner körperlichen Voraussetzungen und Spielweise an Dwight Howard erinnerte. Bei der NBA-Draft 2010 wurde er an dritter Stelle von den New Jersey Nets ausgewählt. Er wurde im Rahmen des NBA All-Star Weekends 2011 für die Rookie-Auswahl berufen. Am 23. Februar 2011 wurde er zusammen mit seinem Mannschaftskollegen Devin Harris für Deron Williams zu den Utah Jazz transferiert. Für seine Leistungen mit 6,8 Punkten und 5,3 Rebounds pro Spiel wurde er am Ende der Saison ins zweite NBA All-Rookie Team gewählt.

### Sophomore und drittes NBA-Jahr (2011–2013)
In seinem zweiten Jahr steigerte Favors seine statistischen Werte und entlastete, von der Bank kommend, die Starter Al Jefferson und Paul Millsap. Erneut wurde er zur nun reformierten BBVA Rising Stars Challenge der besten Rookies und Sophomores eingeladen. Auch im dritten Jahr reihte sich Favors hinter Jefferson und Millsap ein, dennoch konnte er seine Statistiken weiter verbessern. Besonders in der Verteidigung entwickelte sich Favors weiter und führte die Jazz mit 1,7 Blocks pro Spiel an. Am 19. Oktober 2013 unterschrieb Favors einen neuen Vertrag bei den Jazz. Dieser sicherte ihm 49 Millionen US-Dollar für die nächsten vier Jahre zu.

### Aufstieg zum Stammspieler bei den Jazz (2013–2019)
Nachdem Jefferson und Millsap im Sommer 2013 die Jazz verließen, war der Weg für Favors in die Startaufstellung frei. Am 1. November 2014 gelangen ihm mit 32 Punkten gegen die Phoenix Suns eine persönliche Bestmarke. In der Saison 2014/15 schaffte Favors den Durchbruch. Er schloss mit einem bisherigen NBA-Karrierebestwert von 16 Punkte im Schnitt ab, womit er zweitbester Punktesammler der Jazz hinter Gordon Hayward war. Er verbesserte seinen Wurf und traf auch vermehrt außerhalb der Zone. Ebenso gelangen ihm Karrierebestwerte in den Wertungen Blocks (1,7) und Assists (1,5). Mit den Jazz verpasste er jedoch die Playoffs. Am 12. November 2015 gelangen Favors mit sieben Blocks gegen die Miami Heat ein neuer persönlicher NBA-Höchstwert. Am 5. Dezember 2015 erzielte Favors mit 35 Punkten, beim Sieg gegen die Indiana Pacers, eine neue Bestmarke. In der Saison 2016/17 hatte Favors mit wiederkehrenden Knieproblemen zu kämpfen, wodurch er immer wieder Spiele aussetzen musste und begrenzte Einsatzzeit erhielt, dadurch verschlechterten sich seine Statistiken auf durchschnittlich 9,5 Punkte in 50 Spielen. Dennoch erreichte Favors mit den Jazz erstmals nach 2012 wieder die NBA-Playoffs. In der darauffolgenden Saison 2017/18 wirkte Favors wieder fitter und kam auf 12,3 Punkte in 77 Spielen. Im Sommer 2018 unterschrieb Favors einen teilgarantierten Zweijahresvertrag in Höhe von 36 Millionen US-Dollar. Favors bestritt eine nahezu verletzungsfreie Saison 2018/19 und absolvierte 76 von möglichen 82 Spielen.

### Wechsel nach New Orleans (2019/20)
Um Platz für die Verpflichtung von Bojan Bogdanovic zu schaffen, transferierten die Jazz Favors zu den New Orleans Pelicans und erhielten im Gegenzug zwei künftige Draftuswahlrechte für die zweite Runde. Favors spielte ein Jahr bei den Pelicans und legte in dieser Zeit mit 9 Punkte und 9,8 Rebounds pro Spiel nahezu ein Double-Double auf.

### Rückkehr zu den Jazz (2020/21)
Nachdem Favors vertragslos geworden war, kehrte er im November 2020 zu den Jazz zurück und unterschrieb einen auf drei Jahre ausgelegten und mit 27 Millionen US-Dollar dotierten Vertrag. Seine Einsatzzeit fiel im Spieljahr 2020/21 auf durchschnittlich 15,3 Minuten je Begegnung und damit den niedrigsten Stand seit seinem Wechsel in die NBA.

### Oklahoma City Thunder (2021/22)
Ende Juli 2021 wechselte Favors zu den Oklahoma City Thunder, die im Gegenzug zukünftige Draftrechte an die Utah Jazz abgaben. Wie zuvor in Utah blieb er Ergänzungsspieler. Ende September 2022 reichte Oklahoma City ihn gemeinsam mit anderen Spielern an die Houston Rockets weiter. Favors kam in Oklahoma City jedoch nicht zum Einsatz. Im Sommer 2023 wurde er von den Chicago Bulls verpflichtet, im Oktober desselben Jahres wieder aus der Mannschaft gestrichen.

## Sonstiges
Kurz vor dem NBA-Draft 2010 unterschrieb Favors einen Vertrag mit dem Sportartikelhersteller Adidas.

## Karriere-Statistiken

### NBA

#### Hauptrunde
| Saison  | Team            | GP  | GS  | MPG  | FG % | 3P % | FT % | RPG | APG | SPG | BPG | PPG  |
| ------- | --------------- | --- | --- | ---- | ---- | ---- | ---- | --- | --- | --- | --- | ---- |
| 2010–11 | New Jersey/Utah | 78  | 27  | 19.7 | .517 | .000 | .595 | 5.3 | 0.5 | 0.4 | 0.9 | 6.8  |
| 2011–12 | Utah            | 65  | 9   | 21.2 | .499 | .000 | .649 | 6.5 | 0.7 | 0.6 | 1.0 | 8.8  |
| 2012–13 | Utah            | 77  | 8   | 23.2 | .482 | .000 | .688 | 7.1 | 1.0 | 0.9 | 1.7 | 9.4  |
| 2013–14 | Utah            | 73  | 73  | 30.2 | .522 | .000 | .669 | 8.7 | 1.2 | 1.0 | 1.5 | 13.3 |
| 2014–15 | Utah            | 74  | 74  | 30.8 | .525 | .167 | .669 | 8.2 | 1.5 | 0.8 | 1.7 | 16.0 |
| 2015–16 | Utah            | 62  | 59  | 32.0 | .515 | .000 | .709 | 8.1 | 1.5 | 1.2 | 1.5 | 16.4 |
| 2016–17 | Utah            | 50  | 39  | 23.7 | .487 | .300 | .615 | 6.1 | 1.1 | 0.9 | 0.8 | 9.5  |
| 2017–18 | Utah            | 77  | 77  | 28.0 | .563 | .222 | .651 | 7.2 | 1.3 | 0.7 | 1.1 | 12.3 |
| 2018–19 | Utah            | 76  | 70  | 23.2 | .586 | .218 | .675 | 7.4 | 1.2 | 0.7 | 1.4 | 11.8 |
| 2019–20 | New Orleans     | 51  | 49  | 24.4 | .617 | .143 | .563 | 9.8 | 1.6 | 0.6 | 0.9 | 9.0  |
| 2020–21 | Utah            | 68  | 0   | 15.3 | .638 | .000 | .738 | 5.5 | 0.6 | 0.5 | 1.0 | 5.4  |
| 2021–22 | Oklahoma City   | 39  | 18  | 16.7 | .516 | .125 | .640 | 4.7 | 0.6 | 0.4 | 0.3 | 5.3  |
| Gesamt  | Gesamt          | 790 | 503 | 24.3 | .534 | .198 | .663 | 7.1 | 1.1 | 0.7 | 1.2 | 10.6 |

#### Play-offs
| Saison  | Team   | GP | GS | MPG  | FG % | 3P % | FT % | RPG | APG | SPG | BPG | PPG  |
| ------- | ------ | -- | -- | ---- | ---- | ---- | ---- | --- | --- | --- | --- | ---- |
| 2011–12 | Utah   | 4  | 1  | 29.0 | .417 | —    | .586 | 9.5 | 0.5 | 1.3 | 1.5 | 11.8 |
| 2016–17 | Utah   | 11 | 2  | 20.5 | .581 | —    | .478 | 5.5 | 0.9 | 0.7 | 0.5 | 7.5  |
| 2017–18 | Utah   | 11 | 9  | 26.0 | .618 | .400 | .485 | 5.2 | 1.2 | 0.7 | 1.0 | 9.3  |
| 2018–19 | Utah   | 5  | 2  | 20.6 | .639 | .000 | .684 | 7.4 | 0.8 | 0.8 | 1.8 | 11.8 |
| 2020–21 | Utah   | 11 | 0  | 13.2 | .696 | —    | .556 | 4.2 | 0.3 | 0.2 | 0.9 | 3.4  |
| Gesamt  | Gesamt | 42 | 14 | 20.8 | .587 | .250 | .549 | 5.7 | 0.8 | 0.6 | 1.0 | 7.8  |